# 泉澤清次

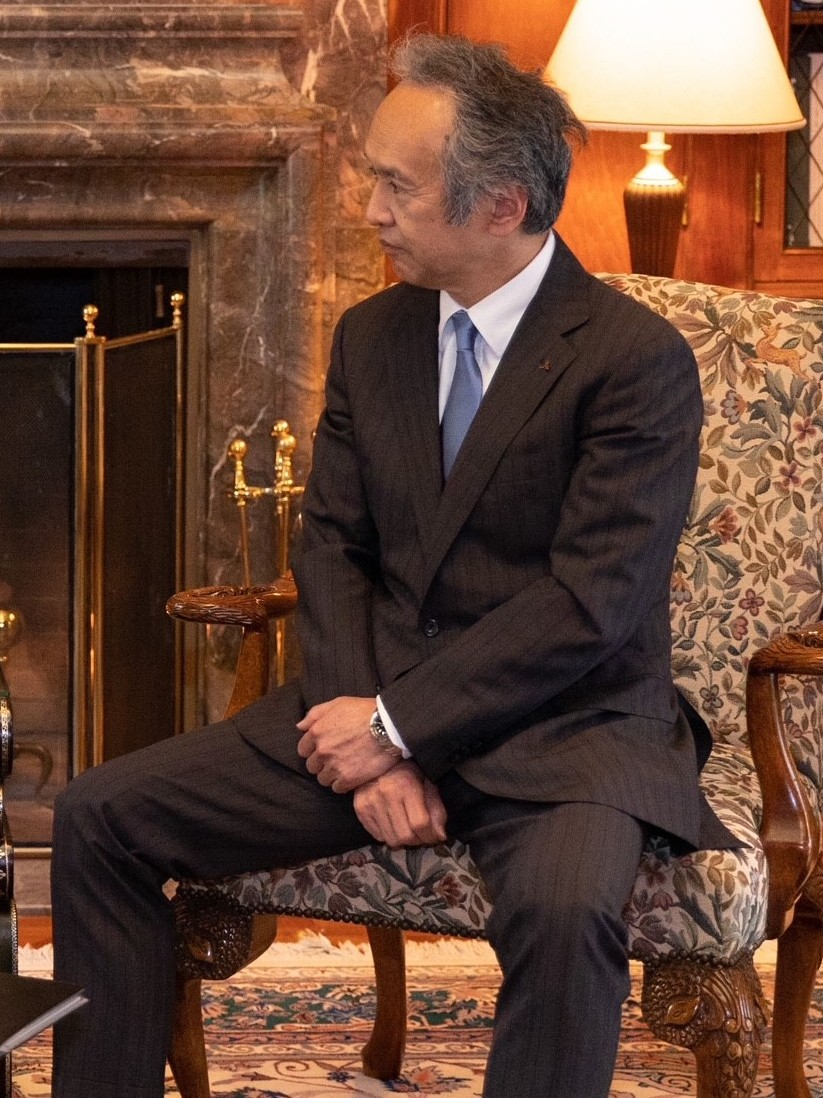
2022年4月20日

泉澤 清次（いずみさわ せいじ、1957年9月3日 - ）は、日本の実業家。三菱重工業取締役会長。

## 人物・経歴
千葉県浦安市出身。1981年、東京大学教養学部卒業後、三菱重工業入社。
2008年技術本部技術企画部長、2011年技術統括本部技術企画部長、2013年三菱自動車工業取締役常務執行役員、2016年執行役員技術戦略推進室長、2017年取締役常勤監査等委員、2018年取締役常務執行役員CSOグループ戦略室長、2019年代表取締役社長CEO兼CSO、2020年代表取締役社長兼CEO。2025年取締役会長。
妻と一男一女の４人家族。池波正太郎などの歴史小説を好み、今も打ち込む剣道は教士七段の腕前を持つ。

## 参考
- “三菱重工 | 取締役写真”. 三菱重工. 2022年2月12日閲覧。。